# Taarstedt
Taarstedt település Németországban, Schleswig-Holstein tartományban. 897 lakója van (2016).  

## Népesség
A település népességének változása:
| Lakosok száma | 873  | 906  | 898  | 927  | 909  | 935  |
|               | 1975 | 2017 | 2019 | 2021 | 2022 | 2023 |